# Herbert Leger
Herbert Leger (Pseudonyme: Salvatore Trafalgar, John Curtiss; * 20. April 1929 in Brünn; † 15. März 2007 in Freiburg im Breisgau) war ein deutscher Schriftsteller.

## Leben
Herbert Leger besuchte ein Realgymnasium in Brünn. Nach der Vertreibung im Jahre 1946 ließ sich die Familie in Frankenberg/Eder nieder. Herbert Leger legte 1949 die Reifeprüfung ab und studierte anschließend bis 1954 Zeitungswissenschaft und Psychologie in München und Berlin. Ab 1955 war er als Redakteur bei verschiedenen Zeitungen und bei der Deutschen Presse-Agentur tätig. Von 1958 bis 1964 hatte er die Leitung des Alsatia-Verlages in Freiburg inne, für den er auch selbst als Autor wirkte. Nach dem Ausscheiden aus dem Verlag lieferte Leger zwar noch eine Zeitlang literarische Arbeiten, gab die Schriftstellerei dann allerdings auf. Er absolvierte ein Studium in den Vereinigten Staaten und wirkte seit den Siebzigerjahren als Unternehmensberater und Trainer für Angehörige des höheren Managements. Leger lebte zuletzt in Staufen im Breisgau. Ein Teilnachlass befindet sich im Stadtarchiv Staufen.
Herbert Leger wurde in den Fünfzigerjahren bekannt als Verfasser von einigen Jugendbüchern, die in der Reihe der „Spurbücher“ erschienen. Später schrieb er unter dem Pseudonym „Salvatore Trafalgar“ (in Frankreich: „John Curtiss“) eine achtbändige Serie von Kriminalromanen über einen stummen Detektiv. Leger verfasste außerdem Fortsetzungsromane für Illustrierte, Hörspiele und Drehbücher für Fernsehspiele.

## Werke
- Die Drehorgel. Colmar 1951
- Stephan - wohin. Colmar [u. a.] 1952
- Die Zeitungsbrigade. Colmar 1953
- Das doppelte Testament. Colmar [u. a.] 1954 (unter dem Namen Salvatore Trafalgar)
- Die Katzen des Herrn Ypsilon. Colmar [u. a.] 1954 (unter dem Namen Salvatore Trafalgar)
- Verzeihung, mein Name ist Chicago. Colmar [u. a.] 1954 (unter dem Namen Salvatore Trafalgar)
- Der Mörder wohnt im Schloß. Colmar [u. a.] 1955 (unter dem Namen Salvatore Trafalgar)
- Roulette tötet. Colmar [u. a.] 1955 (unter dem Namen Salvatore Trafalgar)
- Siebenschlaefer schweigt. Colmar [u. a.] 1955 (unter dem Namen Salvatore Trafalgar)
- Tod in der linken Hand. Colmar [u. a.] 1955 (unter dem Namen Salvatore Trafalgar)
- Zum Tode verurteilt. Colmar [u. a.] 1955 (unter dem Namen Salvatore Trafalgar)
- Bericht einer Flucht. Freiburg [u. a.] 1966
- Lieb mich im Herbst. Freiburg 2001